# 2008年8月1日日食
2008年8月1日日食是一次日全食，發生於2008年8月1日。新月當天（即朔日），地球上觀測到月球和太阳的角距離極小，此時月球如果恰好在月球交點附近，穿過太阳和地球之間，與地球、太阳接近一直線，則會出現日食。月球本影接觸地表而使該區域完全得不到陽光，就會形成日全食，同時在本影兩側數千公里的半影範圍內遮擋部分陽光，形成日偏食。此次日全食經過了加拿大、格陵兰、斯瓦尔巴、俄罗斯、哈萨克斯坦、蒙古国和中华人民共和国，日偏食則覆蓋了歐亞大陸的絕大部分區域及周邊部分地區。

## 日食概況

### 出現區域
本次日食開始時，月球本影在北美大陸北岸維多利亞海峽地區最先接觸地球，該海域的维多利亚岛、威廉王島和附近其他小島在日出時最先看到日全食。然後月球本影向東北擦過丹麥王國海外自治領地格陵兰島，跨過北冰洋，轉向東南並覆蓋挪威非建制地區斯瓦尔巴群島和俄罗斯的數個島嶼後從喀拉海沿岸登上歐亞大陸，在俄罗斯亞馬爾-涅涅茨自治區的納德姆區境內達到最大食分。此後本影貫穿俄罗斯，擦過哈薩克東端並沿中蒙邊境移動，最終完全進入中國，在日落時分結束於河南省境內。
本影經過的陸地包括：
- 加拿大：努納武特地區的布西亞半島北部和北極群島部分島嶼；
- 格陵兰：劃過該島北部；
- 斯瓦尔巴：白島中東部；
- 俄羅斯：西北部联邦管区阿尔汉格尔斯克州的法蘭士約瑟夫地群島西端和新地島中部偏北、涅涅茨自治區極東端，烏拉爾聯邦管區的亞馬爾-涅涅茨自治區中部偏西、汉特-曼西自治区中部偏東，西伯利亚联邦管区的托木斯克州中部偏西、新西伯利亞州東半部、科麦罗沃州西端、阿尔泰边疆区東半部、阿尔泰共和国大部，其中最大食分位於亞馬爾-涅涅茨自治區納德姆區境內；
- ：擦過該國最東部東哈薩克斯坦州最東端；
- 蒙古国：巴彥烏列蓋省大部、科布多省西南半部、戈壁阿爾泰省南部、巴彥洪戈爾省西南角；
- 中国：新疆维吾尔自治区東部邊境地區、甘肃省除西端和南部外的大部、宁夏回族自治区中南部、内蒙古自治区西部、陕西省中部、山西省西南部、河南省中西部。[3][4]

除了狹窄的全食帶內能看見日全食之外，月球半影覆蓋範圍內都能看到日偏食，包括除南欧南部、阿拉伯半岛西南部、马来半岛南端、堪察加半島和楚科奇半島外歐亞大陸絕大部分地區及其周邊島嶼，及北美洲北部、北大西洋和幾乎整個北冰洋。

此次日全食過程中月影在地表移動的動畫

### 基本參數
- 類型：日全食
- 食甚中心處（位於俄罗斯亞馬爾-涅涅茨自治區納德姆區境內）資料：
  - 時間：2008年8月1日10:21:06.2
  - 地點：65°39.3′N 72°18.2′E / 65.6550°N 72.3033°E
  - 食分：1.0394（全食帶內最大）
  - 本影寬度：237.0公里
  - 日全食持續時間：2分27.1秒
- 全食最長處資料：
  - 時間：2008年8月1日10:19:11
  - 地點：66°31′N 71°20′E / 66.517°N 71.333°E
  - 本影寬度：236.1公里
  - 日全食持續時間：2分27.2秒（全食帶內最長）[6]

## 觀測
據日全食發生前的預測，中國新疆哈密和甘肃酒泉附近的晴天率最高，超過70%，而俄罗斯新西伯利亚到蒙古邊境之間的西伯利亚地區約有60%的晴天率。俄羅斯科學院派遣的觀測隊在新西伯利亞水庫旁觀測了此次日全食，當地的太阳高度角是32°，日全食持續了2分32秒，觀測隊拍攝了日冕的偏振圖像。在中國，根據全食持續時間、太阳高度角和晴天率，中國科學院國家天文台選定哈密地区（今哈密市）伊吾縣葦子峽鄉為中國境內最佳觀測點，此後葦子峽鄉建造了日全食觀測廣場，是世界上第一個專為觀測日全食修建的廣場，8月1日當天，來自世界各國共約4000人在此觀看了日全食。
而由於日全食之後一星期恰好就是2008年北京奧運會開幕式的舉行日，這次日全食也被稱為「奧運日食」。

## 照片

### 俄羅斯

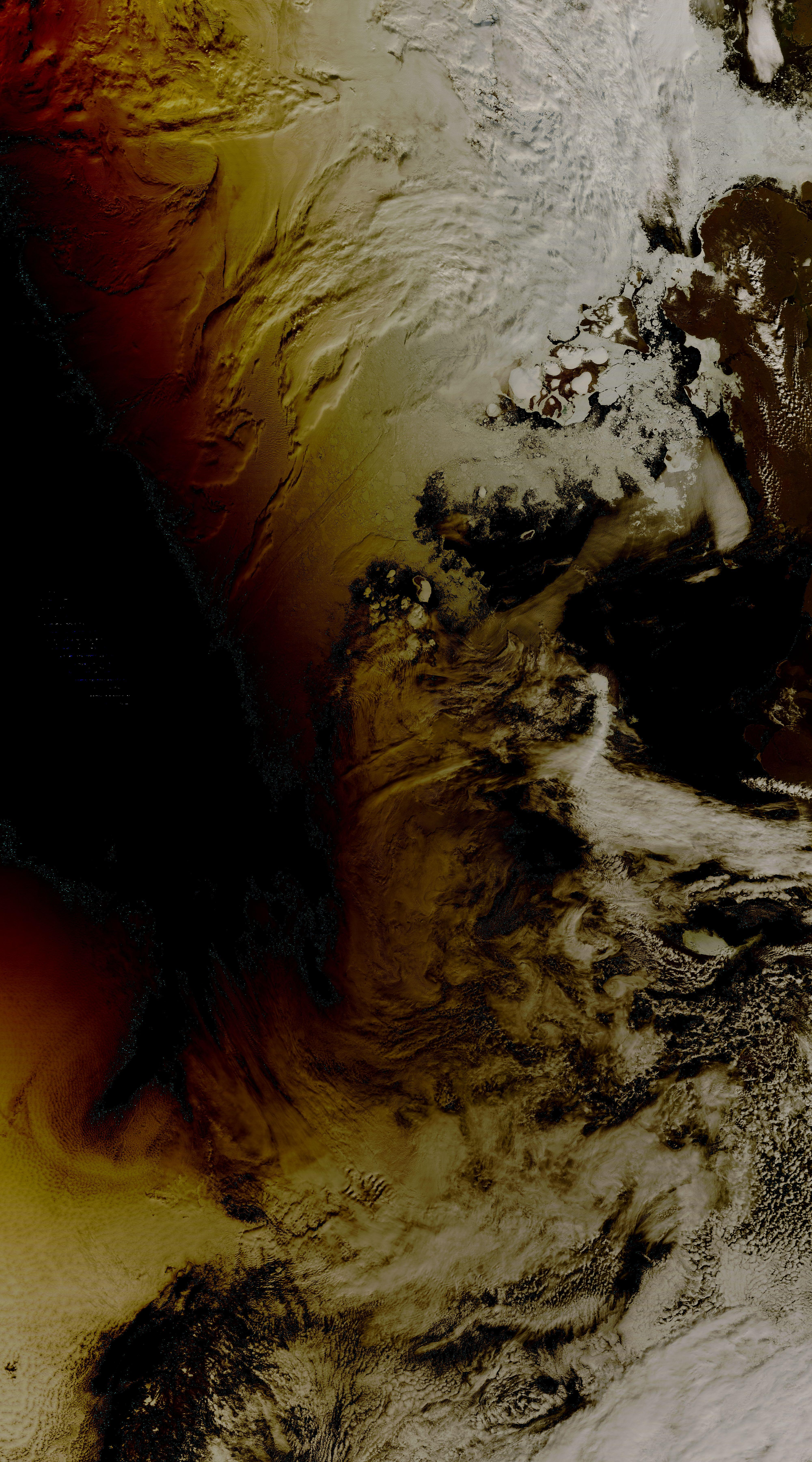
美国国家航空航天局的泰拉衛星拍攝的日食發生時俄罗斯、挪威及北冰洋的圖像
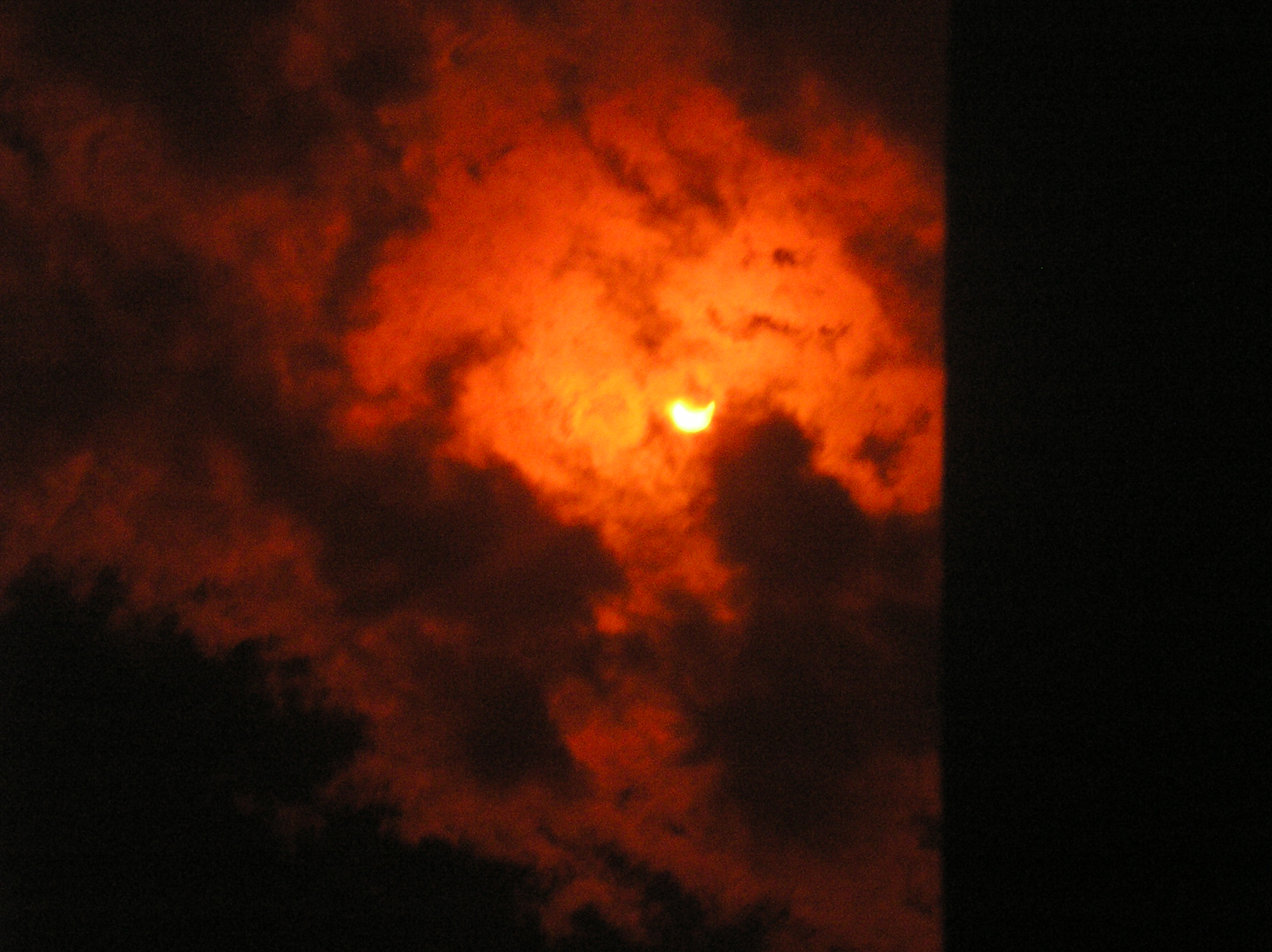
俄罗斯薩拉托夫的日偏食
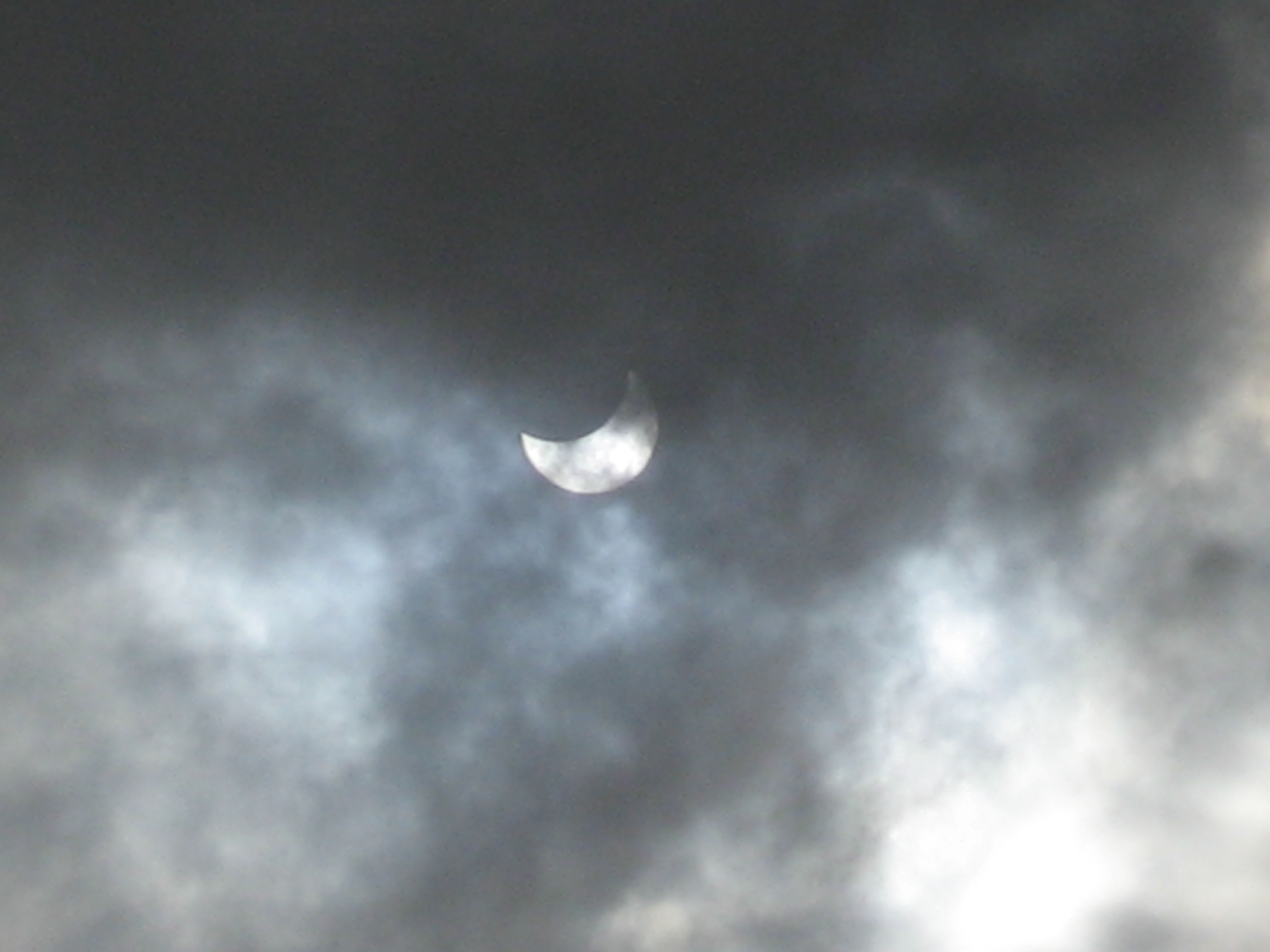
俄罗斯莫斯科的日偏食
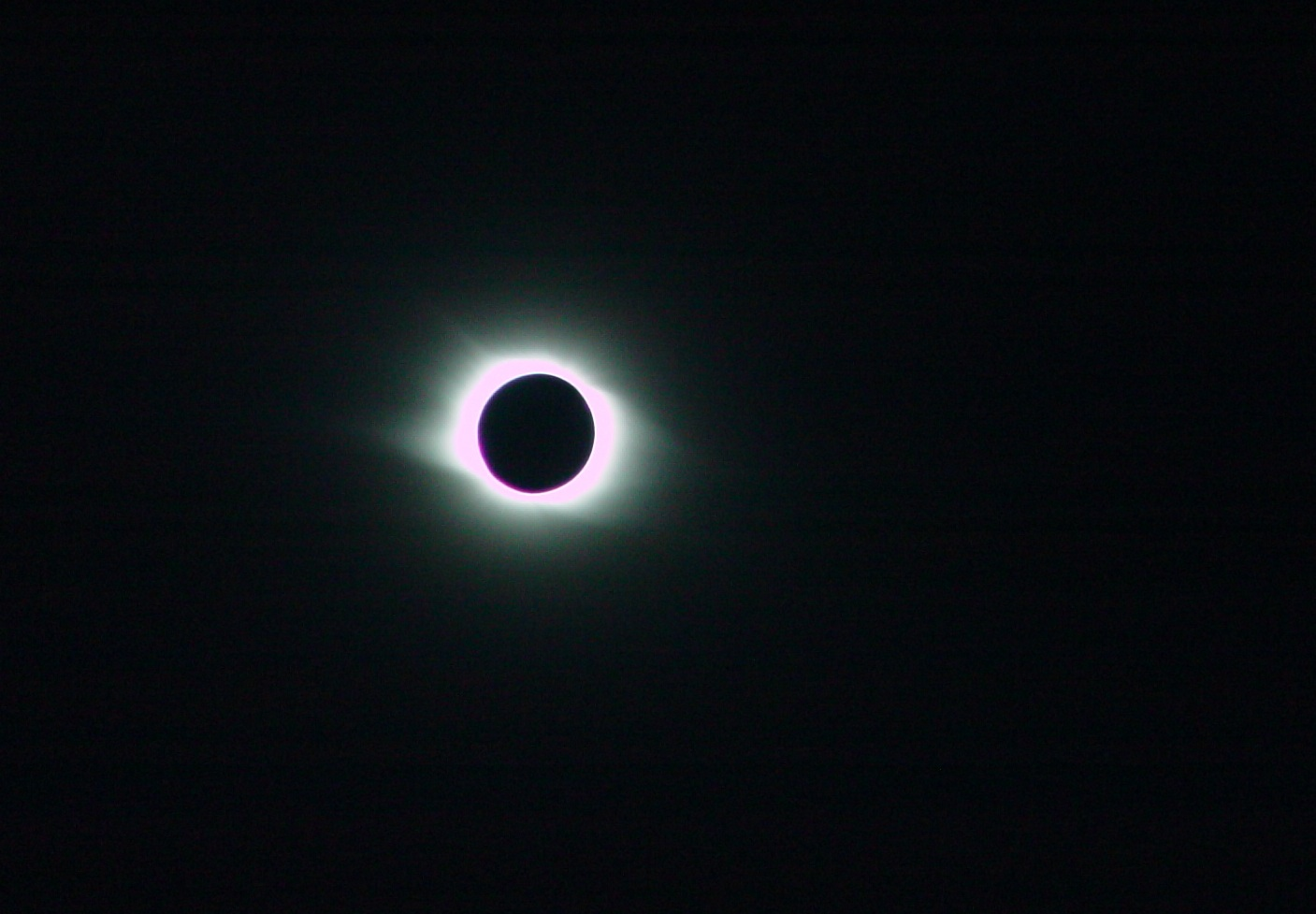
俄罗斯新西伯利亚的日全食
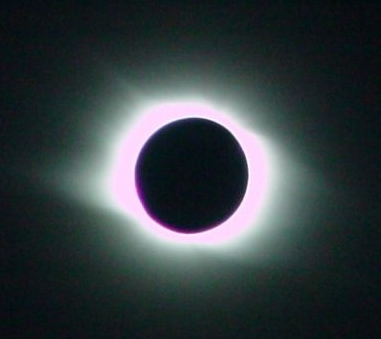
俄罗斯新西伯利亚阿卡傑姆戈羅多克（英语：Akademgorodok）的日全食
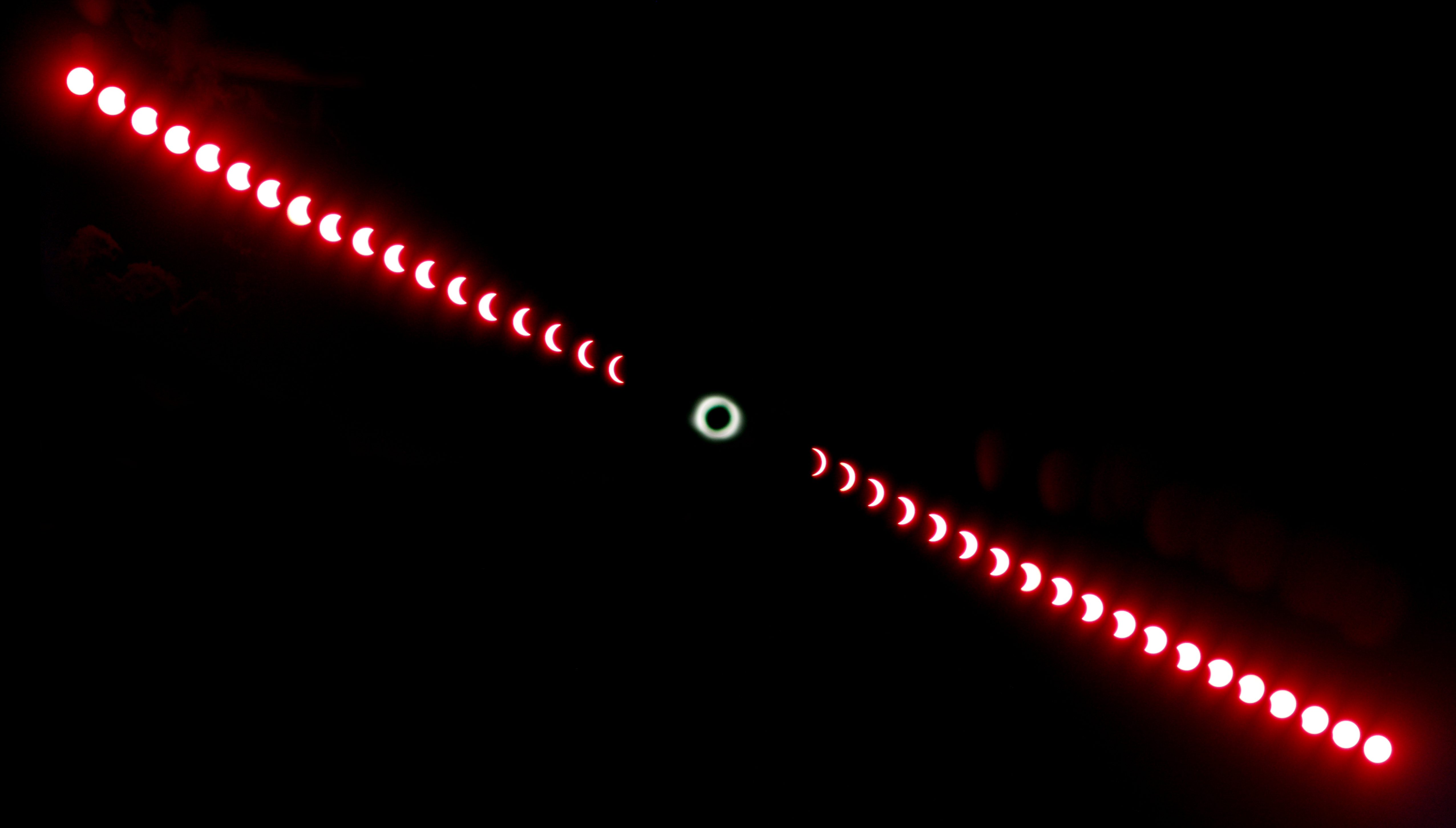
俄罗斯新西伯利亚的日全食過程，每3分鐘拍攝一次
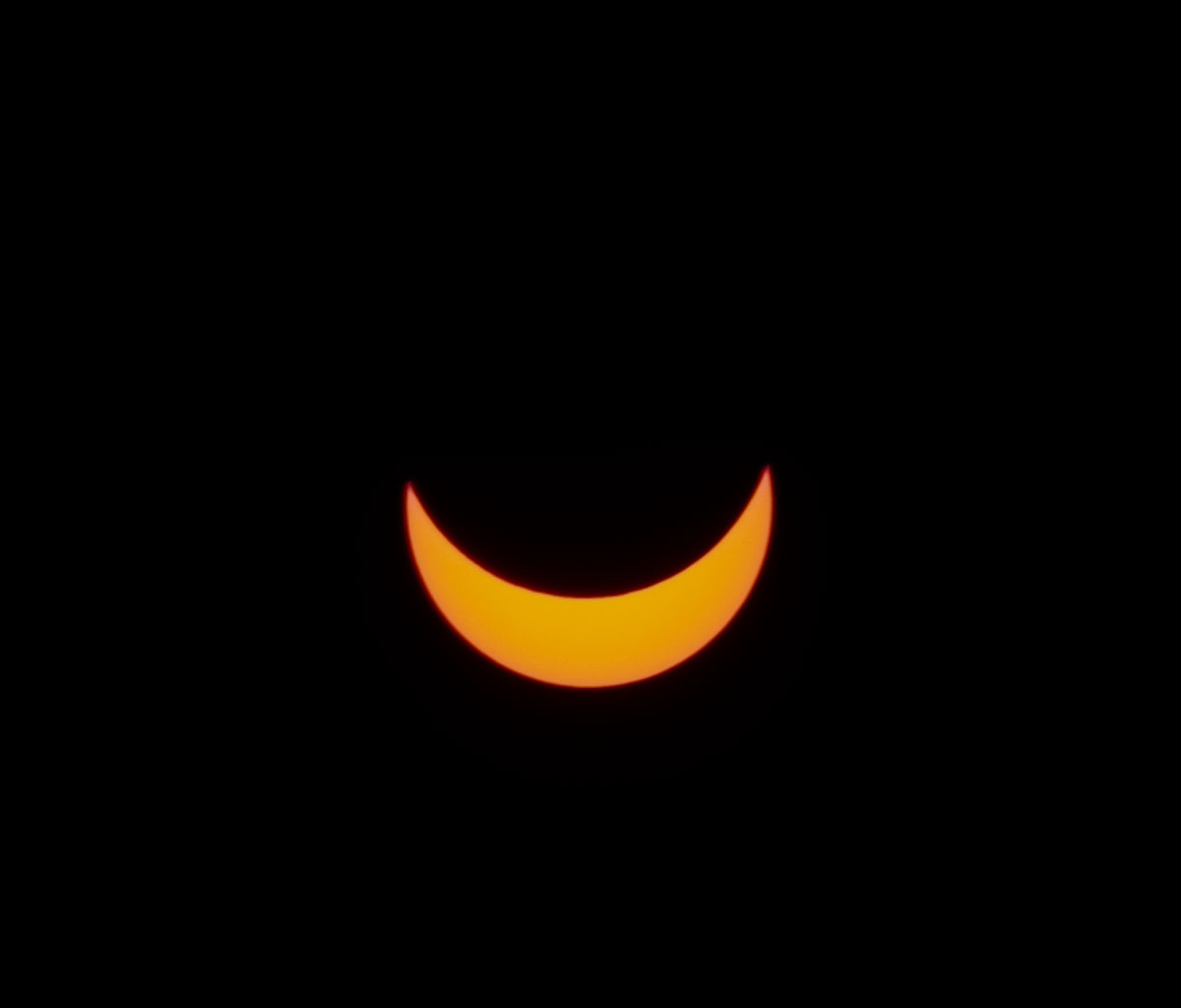
俄罗斯马格尼托哥尔斯克日偏食的食甚

### 中华人民共和国

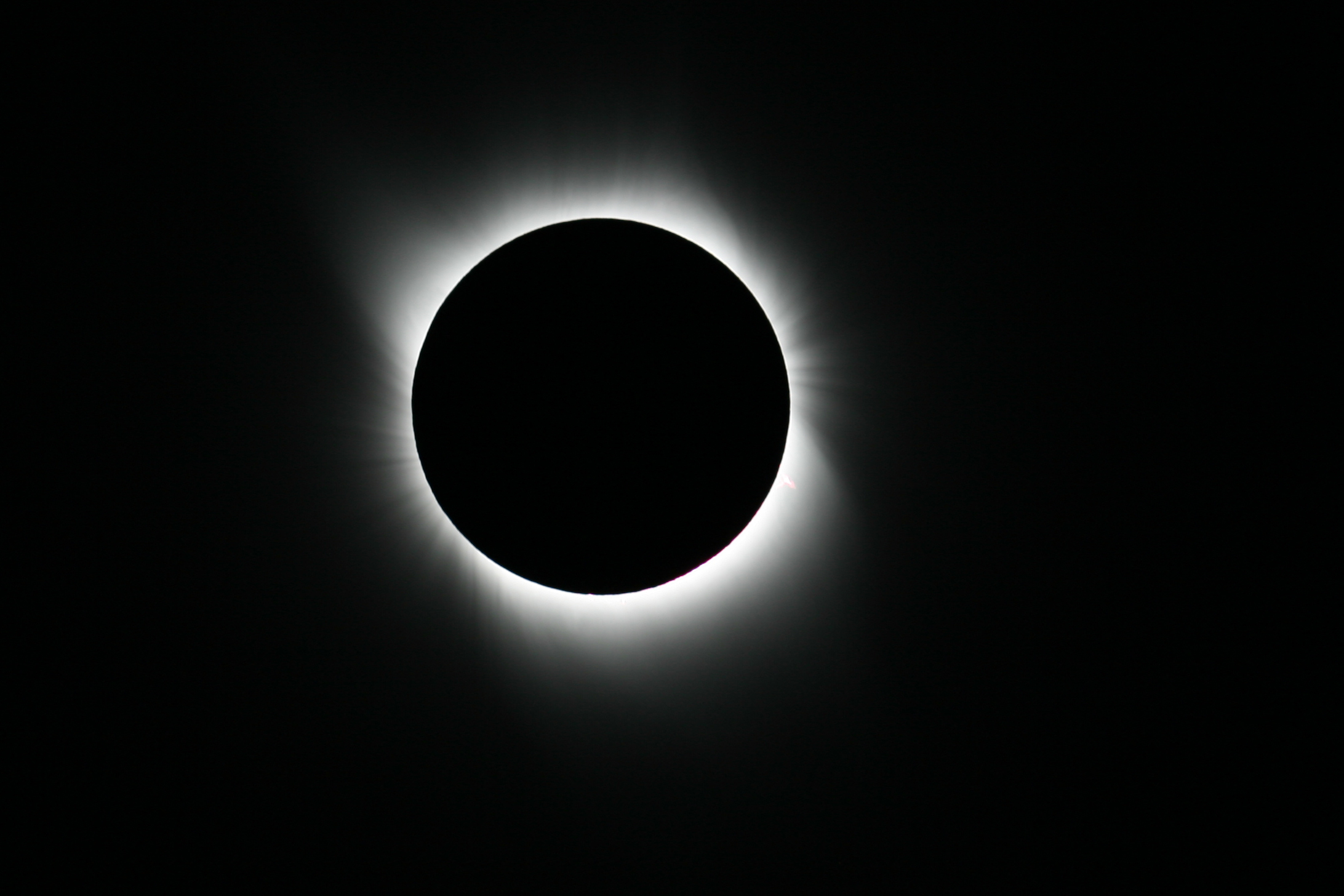
新疆伊吾縣葦子峽鄉的日全食
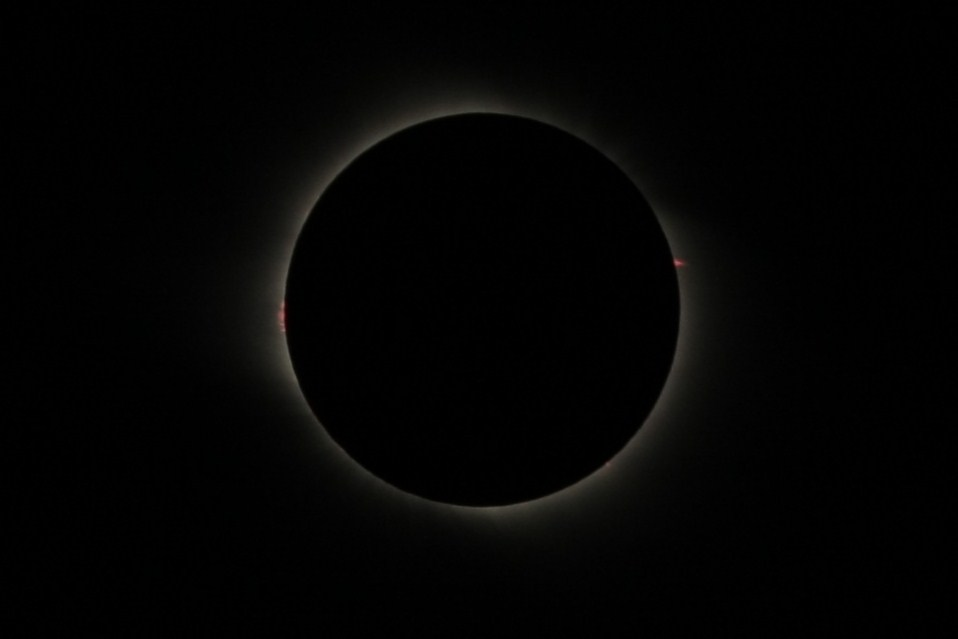
甘肃省金塔县的日全食，太阳兩側的紅色日珥清晰可見
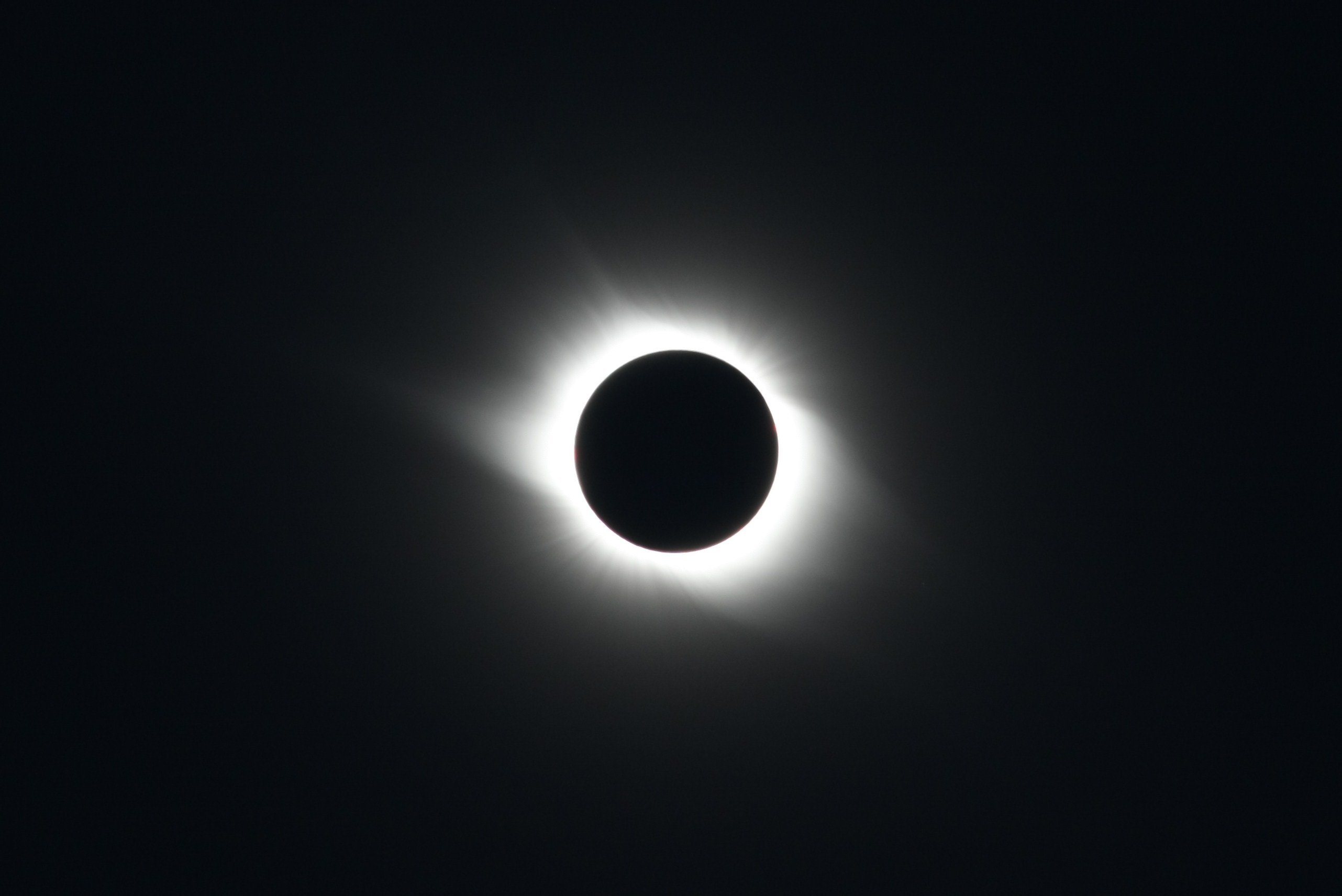
甘肃省的日全食

## 相關的日食

### 2008-2011年的日食
月球交替位於相對的月球交點時，以半個交點年（食年），即約177天又4小時間隔出現下列日食。
| 日食列表  |           |           |           |           |           |           |           |           |           |           |           |
| 1997-2000 | 2000-2003 | 2004-2007 | 2008-2011 | 2011-2014 | 2015-2018 | 2018-2021 | 2022-2025 | 2026-2029 | 2029-2032 | 2033-2036 | 2036-2039 |

| 升交點                                                         | 升交點                  |                                  | 降交點                  | 降交點 |
| 沙羅周期                                                       | 地圖                    | 沙羅周期                         | 地圖                    |        |
| 121 新西兰基督城的日偏食                                       | 2008年2月7日 環食       | 126 俄罗斯新西伯利亚的日全食     | 2008年8月1日 全食       |        |
| 131 印尼帕朗卡拉亞的日環食                                     | 2009年1月26日 環食      | 136 孟加拉国古里格拉姆县的日全食 | 2009年7月22日 全食      |        |
| 141 中非共和國班基的日環食                                     | 2010年1月15日 環食      | 146 法屬玻里尼西亞豪環礁的日全食 | 2010年7月11日 全食      |        |
| 151 奥地利維也納的日偏食                                       | 2011年1月4日 偏食（北） | 156                              | 2011年7月1日 偏食（南） |        |
| 註：2011年6月1日和2011年11月25日的日偏食屬於下一組交點年系列。 |                         |                                  |                         |        |

### 沙羅周期
沙羅週期長度為18年11天。本次日食屬於沙羅週期126，共包含72次日食，依次為1179年3月10日至1305年5月24日的8次日偏食、1323年6月4日至1810年4月4日的28次日環食、1828年4月14日至1864年5月6日的3次全環食（亦稱混合食）、1882年5月17日至2044年8月23日的10次日全食、2062年9月3日至2459年5月3日的23次日偏食，總共歷時1280.14年。其中最長的全食發生於1972年7月10日，共持續了2分36秒。
下表列舉了1901年至2100年間發生的屬於該周期的日食，是第39至49次：
| 39            | 40            | 41            |
| ------------- | ------------- | ------------- |
| 1918年6月8日  | 1936年6月19日 | 1954年6月30日 |
| 42            | 43            | 44            |
| 1972年7月10日 | 1990年7月22日 | 2008年8月1日  |
| 45            | 46            | 47            |
| 2026年8月12日 | 2044年8月23日 | 2062年9月3日  |
| 48            | 49            |               |
| 2080年9月13日 | 2098年9月25日 |               |

### 默冬序列
默冬序列是至少包含5個以19年（6939.69天）重覆出現的食的週期組合，而這些日食幾乎都出現在日曆上相同的日期。另一方面，它也包含了1/5長或3.8年（1387.94天）的子週期。
這個序列從1993年5月21日至2069年5月20日，其中包含了21次的日食事件。
| 5月20-21日    | 3月9日       | 12月25-26日    | 10月13-14日    | 8月1-2日     |
| 118           | 120          | 122            | 124            | 126          |
| ------------- | ------------ | -------------- | -------------- | ------------ |
| 1993年5月21日 | 1997年3月9日 | 2000年12月25日 | 2004年10月14日 | 2008年8月1日 |
| 128           | 130          | 132            | 134            | 136          |
| 2012年5月20日 | 2016年3月9日 | 2019年12月26日 | 2023年10月14日 | 2027年8月2日 |
| 138           | 140          | 142            | 144            | 146          |
| 2031年5月21日 | 2035年3月9日 | 2038年12月26日 | 2042年10月14日 | 2046年8月2日 |
| 148           | 150          | 152            | 154            | 156          |
| 2050年5月20日 | 2054年3月9日 | 2057年12月26日 | 2061年10月13日 | 2065年8月2日 |
| 158           |              |                |                |              |
| 2069年5月20日 |              |                |                |              |

## 外部連結
- NASA日食專頁（页面存档备份，存于）（英文）
- 可見區域圖和時間統計：由弗雷德·埃斯佩纳克做出的日食預報，NASA/GSFC
  - Google互動地圖呈現的日食範圍
  - 貝塞爾元素
- Google地圖顯示的日全食和日偏食範圍（页面存档备份，存于）（法文）（英文）

圖片及錄影：
- 1954-2008年歷次日全食的日冕（页面存档备份，存于），本次拍攝於蒙古包爾烏珠爾（Bor Udzuur）（法文）（英文）
- NASA的日全食直播（页面存档备份，存于）（英文）
- Spaceweather.com的多地日全食及日偏食照片（页面存档备份，存于）（英文）
- 2008年8月1日日全食（页面存档备份，存于），傑·珀薩喬夫（英语：Jay Pasachoff）拍攝於俄罗斯（英文）
- 蒙古的照片（页面存档备份，存于）（英文）
- 俄羅斯的照片（页面存档备份，存于）（英文）
- 俄羅斯新西伯利亞水庫的日全食（页面存档备份，存于）（英文）
- 中國的日全食圖像Archive.today的存檔，存档日期2013-02-09，克雷福德莊園天文學會（英语：Crayford Manor House Astronomical Society）拍攝（英文）
- 中國上空的日全食，2008年8月5日每日一天文圖，拍攝於新疆巴里坤哈萨克自治县
- 日盤的邊緣，2008年8月7日每日一天文圖，拍攝於俄罗斯新西伯利亚
- 日冕，2008年8月8日每日一天文圖，拍攝於新西伯利亞州科切尼奧沃
- 日全食的天空，2008年9月20日每日一天文圖，圖中日冕很寬，拍攝於蒙古
- 日全食與贝利珠，2012年11月11日每日一天文圖，拍攝於俄罗斯新西伯利亚
- 中國新疆的日全食直播（页面存档备份，存于）（英文）
- 日全食錄影，拍攝於俄罗斯阿尔泰共和国曼熱羅克斯科耶湖（英文）

| \| \| 日食 \|                            |                             |                                           |
| 上一次日食： 2008年2月7日日食 （日環食） | 2008年8月1日日食 （日全食） | 下一次日食： 2009年1月26日日食 （日環食） |
| 上一次日全食： 2006年3月29日日食         | 2008年8月1日日食 （日全食） | 下一次日全食： 2009年7月22日日食          |
|                                          | 日食                        |                                           |